# Amsterdam Compiler Kit
Amsterdam Compiler Kit — набір інструментальних засобів для написання портативних компіляторів. Написаний Ендрю Таненбаумом і Серілом Якобсом, поширювався разом з операційною системою Minix, яка після низки значних поліпшень і змін стала платформою для виробників вбудовуваної техніки, що відрізняється модульністю, високою надійністю і низьким споживанням пам'яті.

## Історія
Відомість ACK пов'язана з тим, що на початку 1980-х років це була одна з перших портативних систем компіляції, розроблених для підтримки багатьох мов вихідного коду та цільових платформ..
ACK був відомий як власний компілятор MINIX, доки користувацьке середовище MINIX не було значною мірою замінено на NetBSD (MINIX 3.2.0), а системним компілятором було прийнято Clang.  В квітні 2003 року набір був випущений під ліцензією BSD з відкритими вихідними кодами. Він має зовнішні інтерфейси для мов програмування C, Pascal, Modula-2, Occam і BASIC.